# Zawady-Ponikiew
Zawady-Ponikiew (prononciation : [zaˈvadɨ pɔˈnikʲɛf]) est un village polonais de la gmina de Różan dans le powiat de Maków de la voïvodie de Mazovie dans le centre-est de la Pologne.
Le village possède approximativement une population de 34 habitants.

## Histoire
De 1975 à 1998, le village appartenait administrativement à la voïvodie d'Ostrołęka.